# کریسمس در ریو
کریسمس در ریو (ایتالیایی: Natale a Rio) یک فیلم ایتالیایی به کارگردانی نری پارنتی است که در سال ۲۰۰۸ منتشر شد.

## بازیگران
- کریستین دسیکا
- میشل هانزیکر
- فابیو د لوئیجی
- لودوویکو فرمونت
- امانوئلا پروپیزیو
- پائولو روفینی
- ماسیمو گینی